# Bệnh viện Răng Hàm Mặt Trung ương Hà Nội
Bệnh viện Răng Hàm Mặt Trung ương Hà Nội hay Viện Răng Hàm Mặt Quốc gia được thành lập theo Quyết định số 670/TTg-QĐ ngày 12/7/2006 của Thủ tướng chính phủ trên cơ sở Viện Răng Hàm Mặt Hà Nội mà tiền thân là Ban nha khoa Bệnh viện Phủ Doãn. Ban nha khoa được thành lập từ năm 1939, là cơ sở nha khoa đầu tiên của 3 nước Đông Dương Việt Nam, Lào, Campuchia.
Ngày 12-11-2009, Thủ tướng Chính phủ đã ban hành quyết định số 1874/QĐ-TTg ban hành danh sách các đơn vị sự nghiệp trực thuộc Bộ Y tế. Theo quyết định này của Thủ tướng, Viện Răng Hàm Mặt Quốc gia được đổi tên thành Bệnh viện Răng Hàm Mặt Trung ương Hà Nội.
Bệnh viện là cơ sở khám chữa bệnh tuyến sau cùng về Răng Hàm Mặt, và đồng thời là trung tâm nghiên cứu khoa học và cơ sở đào tạo cán bộ RHM ở các bậc đại học và sau đại học.
*** Nhiệm vụ
- Cấp cứu, khám bệnh, chữa bệnh, phục hồi chức năng về chuyên ngành Răng Hàm Mặt:
- Đào tạo, bồi dưỡng nguồn nhân lực y tế
- Nghiên cứu khoa học
- Phòng, chống dịch bệnh
- Chỉ đạo chuyên môn tuyến dưới
- Hợp tác quốc tế
- Quản lý đơn vị
- Thực hiện các nhiệm vụ khác khi được cấp có thẩm quyền giao.'

## Hệ thống phòng khoa
Bệnh viện có 31 đơn vị trực thuộc bao gồm 9 phòng chức năng, 14 khoa lâm sàng, 8 khoa cận lâm sàng và ban chỉ đạo chương trình nha học đường.

### Các phòng chức năng
1. Phòng Kế hoạch tổng hợp
2. Phòng Tổ chức cán bộ
3. Phòng Hành chính quản trị
4. Phòng Tài chính kế toán
5. Phòng Chỉ đạo tuyến
6. Phòng Điều dưỡng
7. Phòng Quản lý nghiên cứu khoa học
8. Phòng Vật tư - Thiết bị y tế
9. Phòng Quản lý chất lượng

### Các khoa lâm sàng
1. Khoa Nắn chỉnh răng
2. Khoa Điều trị theo yêu cầu
3. Khoa Điều trị nội nha
4. Khoa Phục hình răng
5. Khoa Cấy ghép răng Implant
6. Khoa Phẫu thuật trong miệng
7. Khoa Phẫu thuật tạo hình - Thẩm mỹ
8. Khoa Phẫu thuật Hàm Mặt
9. Khoa Khám tổng hợp
10. Khoa Nha chu
11. Khoa Điều trị răng người cao tuổi
12. Khoa Gây mê hồi sức
13. Khoa Răng trẻ em
14. Phòng Điều trị theo yêu cầu 4

### Các khoa cận lâm sàng
1. Khoa Dược
2. Khoa Chẩn đoán hình ảnh
3. Khoa Giải phẫu bệnh
4. Khoa Xét nghiệm sinh hoá - huyết học
5. Khoa Dinh dưỡng
6. Khoa Chống nhiễm khuẩn
7. Labo phục hình răng
8. Labo nghiên cứu Fluor và vật liệu nha khoa